# Ian Wells
Ian Michael Wells (Wolverhampton, 27 oktober 1964 – 19 januari 2013) was een Engels voetballer die als aanvaller speelde.
Wells speelde 71 wedstrijden voor Hereford United in de periode 1985-1987. Hij speelde ook voor Harrisons en Wednesfield.